# 張應治
張應治（1534年—？），字體徵，號冲泉，浙江嘉興府秀水縣民籍，嘉興縣人，明朝政治人物。

## 生平
嘉靖四十年（1561年）辛酉科浙江鄉試第二十四名舉人。嘉靖四十一年（1562年）聯捷壬戌科三甲第一百七十九名進士。张应治担任行人，任职京师，抗疏论事多切时弊。隆慶元年（1567年）二月选授南京户科给事中，知无不言，不阿权幸，弹劾南京内官邢保，受人称道。高拱掌吏部，张应治为高拱所恶，出为九江知府。萬曆二年（1574年）正月升官山东临清兵备副使。

## 家族
曾祖張正；祖父張世華，壽官；父張用，母王氏。具庆下。